# كهف لوميلوندا
كهف لوميلوندا (بالسويدية: Lummelundagrottan) يقع في محمية طبيعية في لوميلوندا شمال فيسبي في غوتلاند، السويد.

## معرض الصور

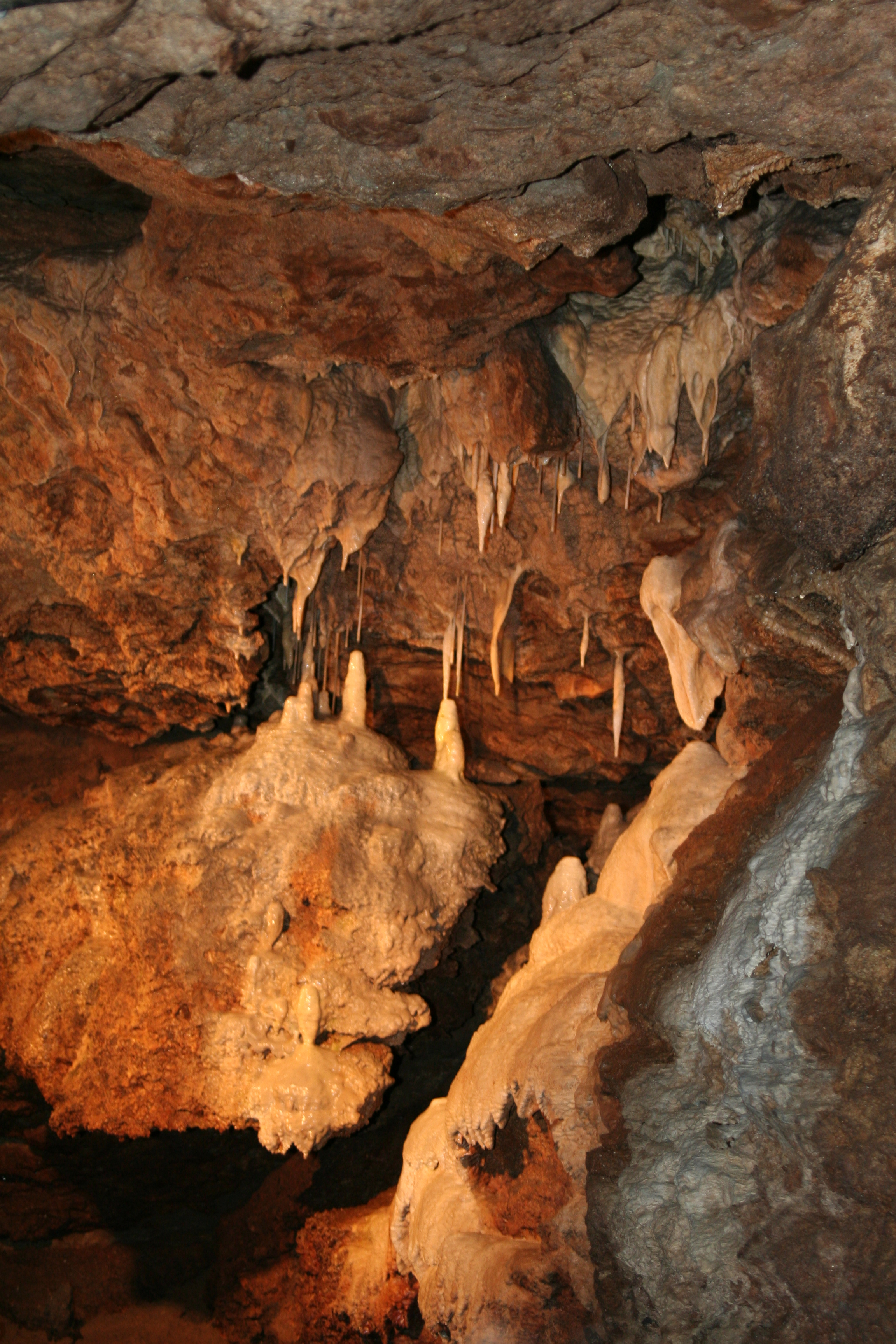
تشكيل النوازل والصواعد المعروفة باسم عائلة يسوع في الكهف
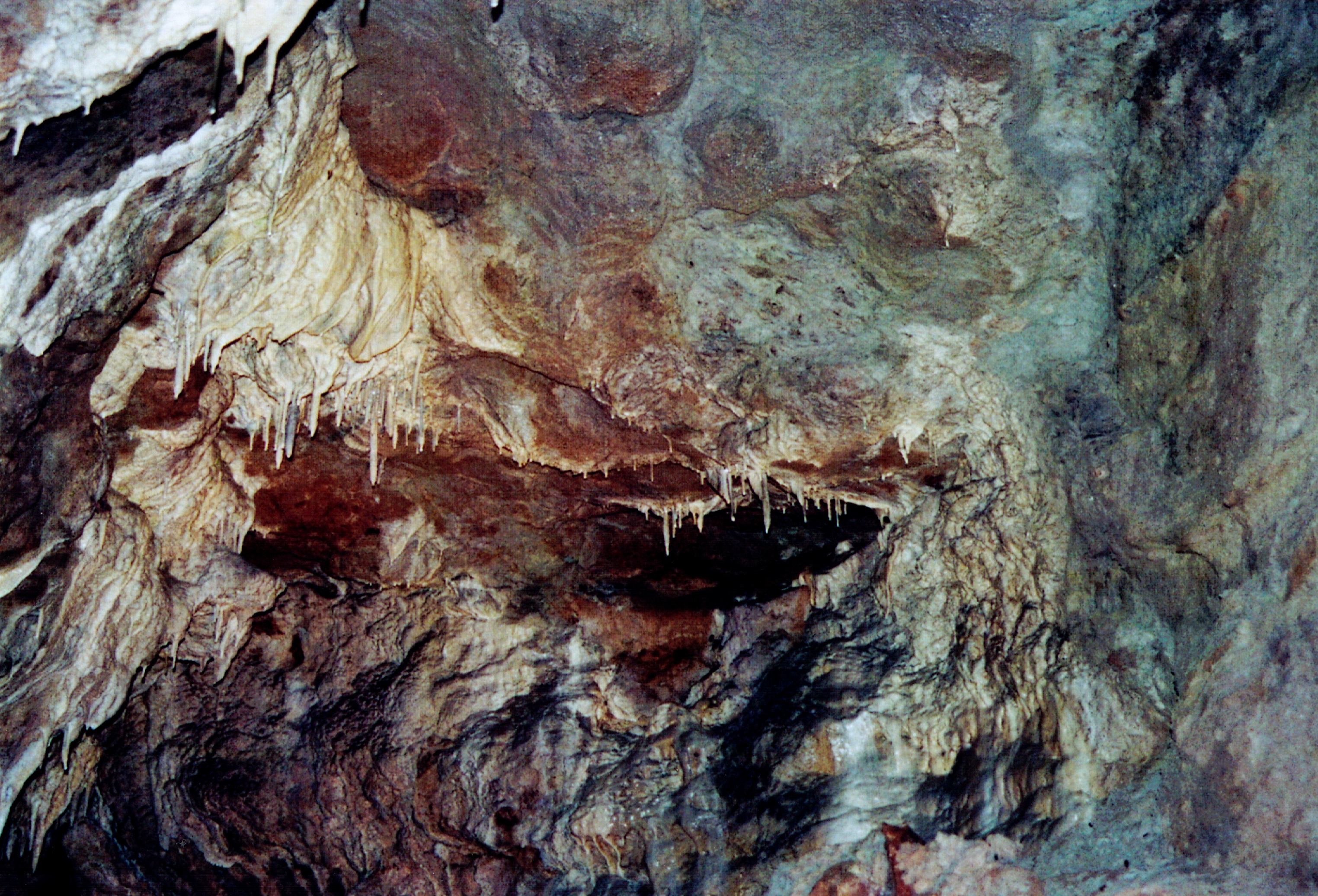
ستائر النوازل والقش في كهف الزوار
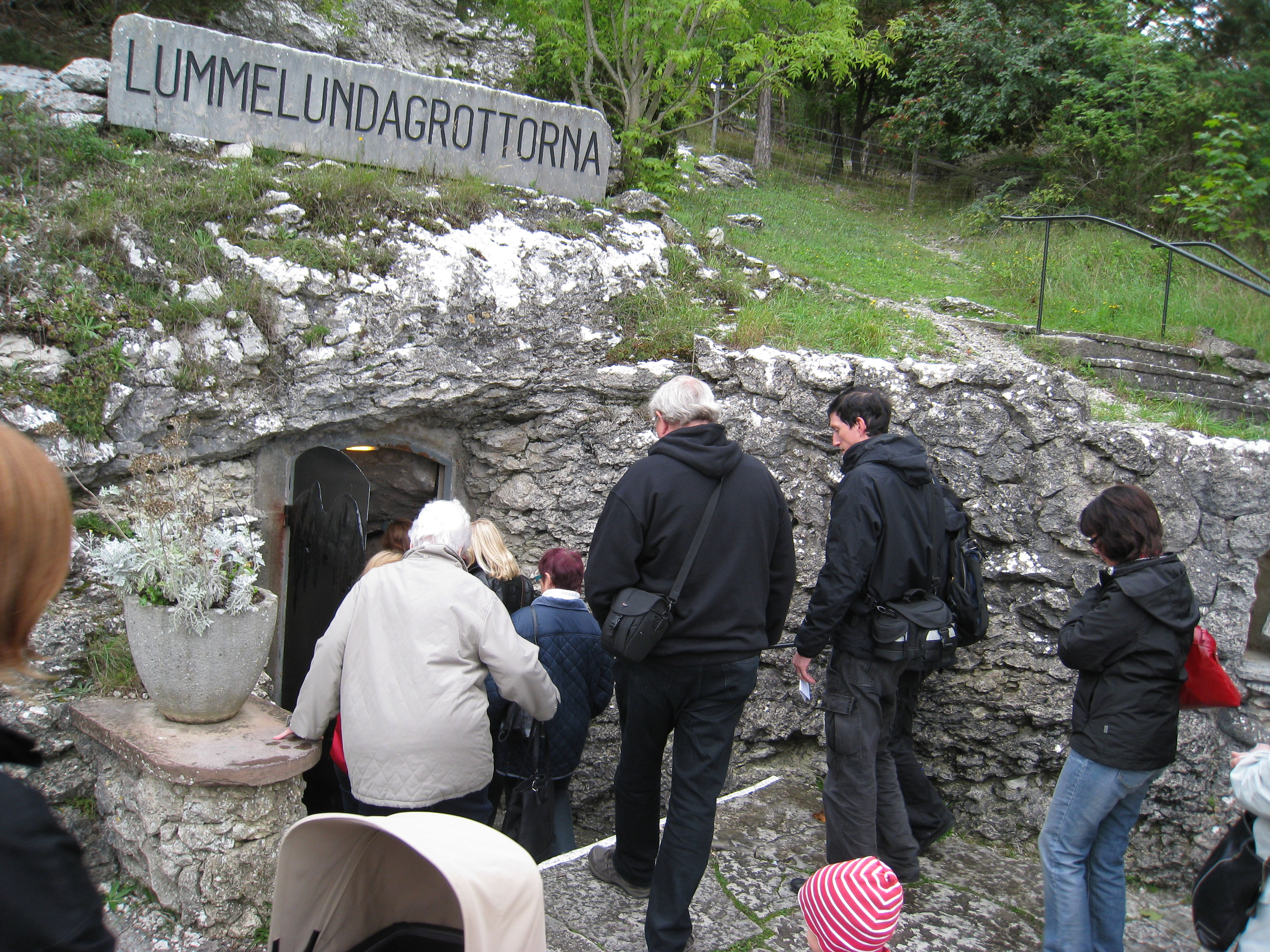
مدخل السياح للكهف
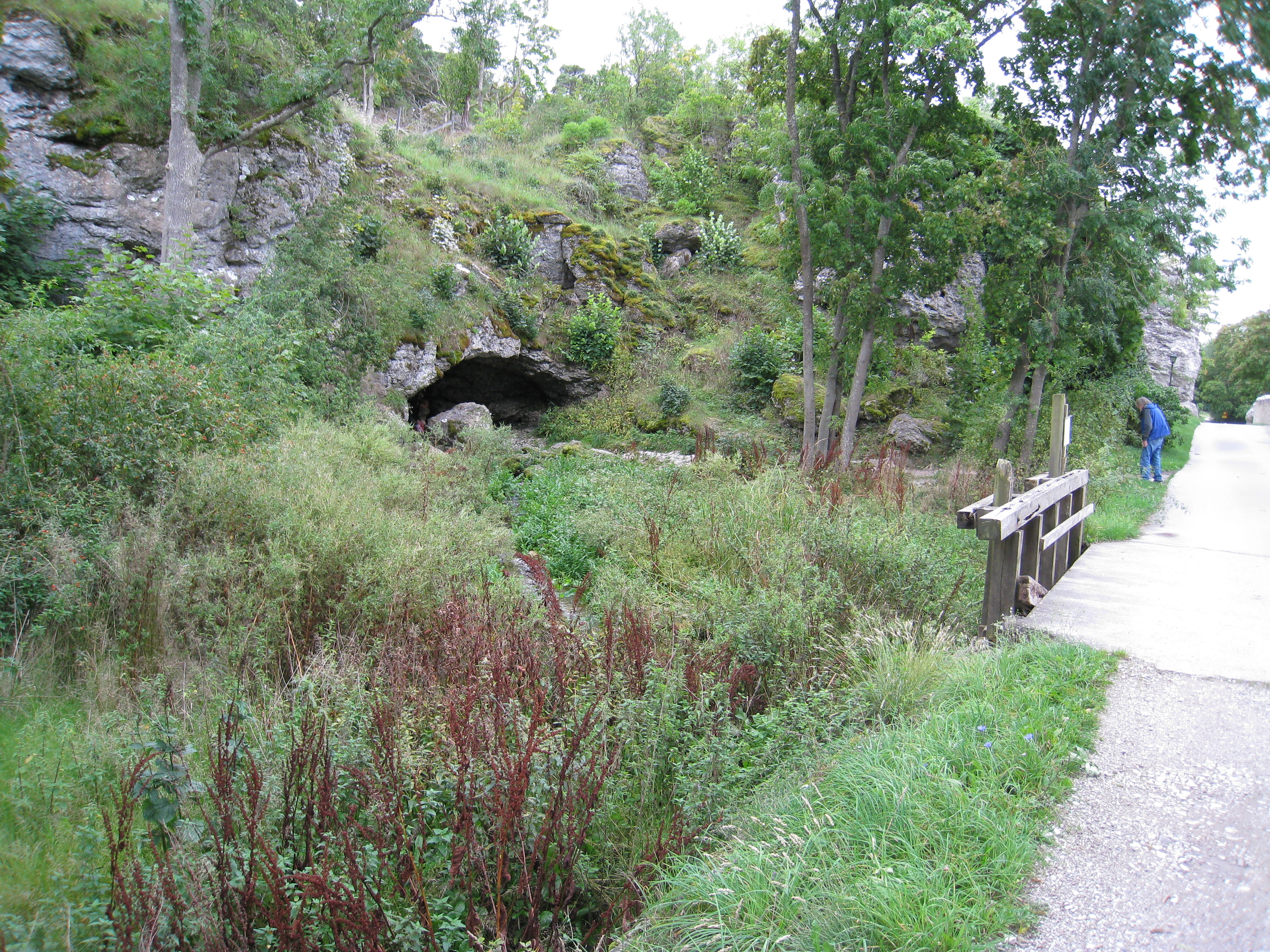
مدخل كهف ليني

## وصلات خارجية
- Pictures of Lummelunda Cave
- A tour through the Lummelunda Cave